# Campeonato Cearense 1966
In 1966 werd het 52ste Campeonato Cearense gespeeld voor clubs uit Braziliaanse staat Ceará. De competitie werd georganiseerd door de FCF en werd gespeeld van 24 maart tot 30 november. Er werden twee toernooien gespeeld, omdat América beide toernooien won werd er geen finale gespeeld om de titel.

## Eerste toernooi
| Plaats | Club           | Wed. | W | G | V | Saldo | Ptn. |
| ------ | -------------- | ---- | - | - | - | ----- | ---- |
| 1.     | América        | 10   | 6 | 4 | 0 | 16:6  | 16   |
| 2.     | Fortaleza      | 10   | 6 | 3 | 1 | 16:8  | 15   |
| 3.     | Ceará          | 10   | 3 | 5 | 2 | 12:13 | 11   |
| 4.     | Calouros do Ar | 10   | 3 | 2 | 5 | 10:11 | 8    |
| 5.     | Ferroviário    | 10   | 1 | 5 | 4 | 11:15 | 7    |
| 6.     | Nacional       | 10   | 1 | 1 | 8 | 8:20  | 3    |

|  | Geplaatst voor finale |

## Tweede toernooi
| Plaats | Club           | Wed. | W | G | V | Saldo | Ptn. |
| ------ | -------------- | ---- | - | - | - | ----- | ---- |
| 1.     | América        | 10   | 7 | 2 | 1 | 19:10 | 16   |
| 2.     | Ceará          | 10   | 5 | 2 | 3 | 12:8  | 12   |
| 3.     | Nacional       | 10   | 5 | 1 | 4 | 14:13 | 11   |
| 4.     | Ferroviário    | 10   | 2 | 4 | 4 | 10:13 | 8    |
| 5.     | Calouros do Ar | 10   | 2 | 3 | 5 | 10:15 | 7    |
| 6.     | Fortaleza      | 10   | 2 | 2 | 6 | 13:19 | 6    |

|  | Geplaatst voor finale |

### Kampioen
| Campeonato Cearense de 1966 |
| Ceará                       |
| --------------------------- |
| AMÉRICA Kampioen (2° titel) |